# Kazimierz Opaliński

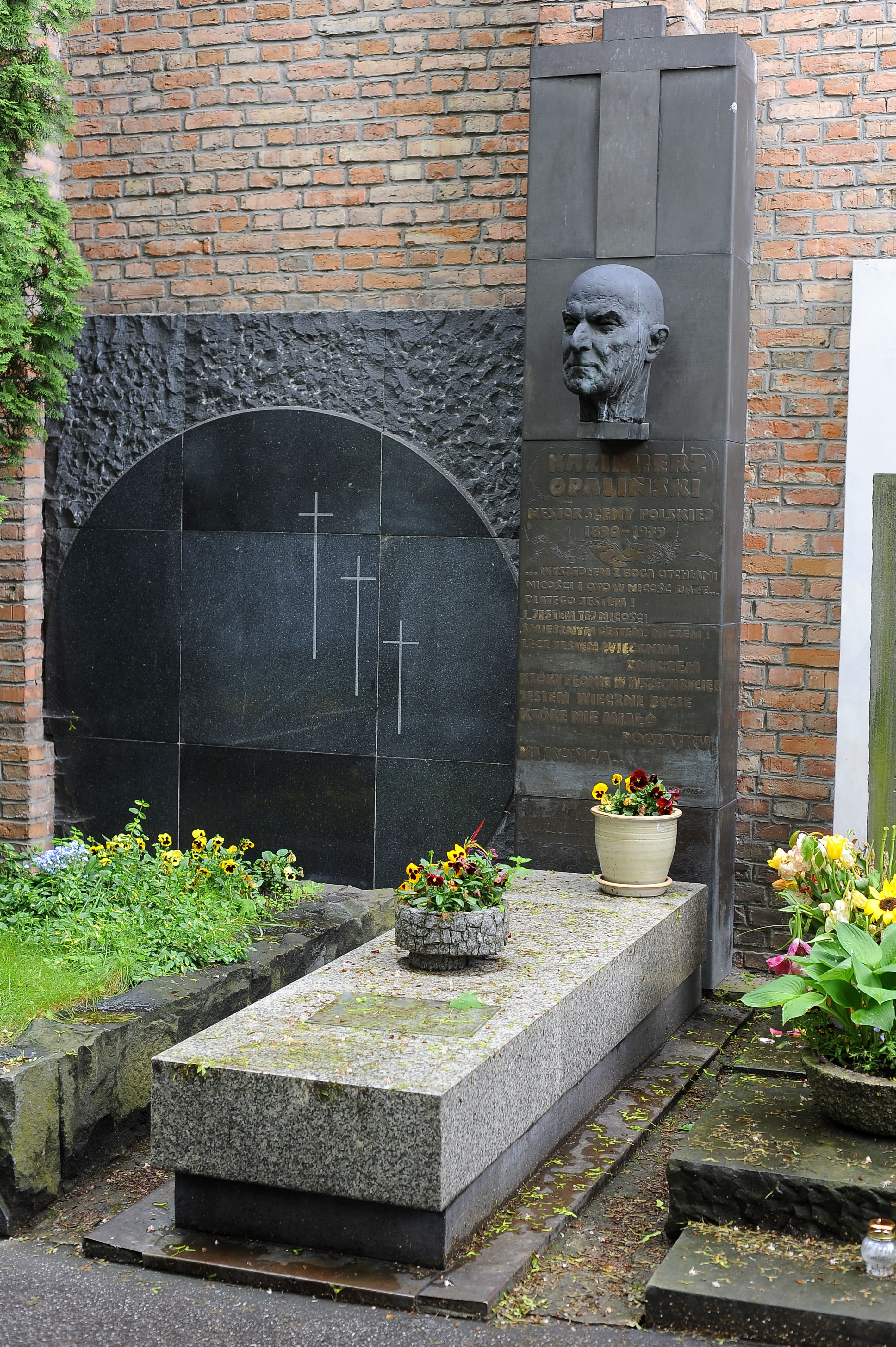
Grób Kazimierza Opalińskiego na cmentarzu Powązkowskim w Warszawie

Kazimierz Józef Opaliński (ur. 22 lutego 1890 w Przemyślu, zm. 6 czerwca 1979 w Warszawie) – polski aktor teatralny i filmowy, reżyser teatralny, kierownik artystyczny i dyrektor teatru. Budowniczy Polski Ludowej.

## Życiorys
Syn Franciszka. Debiutował w 1912 w przemyskim teatrze amatorskim Fredreum. W czasie I wojny światowej służył w oblężonej Twierdzy Przemyśl. W marcu 1915 po kapitulacji dostał się do niewoli rosyjskiej, w której przebywał do lata 1918. Występował we Lwowie, Sosnowcu, Katowicach, Lublinie, Gdańsku, Łodzi, Warszawie. W latach 1936–1939, jak również po II wojnie światowej był związany z Teatrem im. Słowackiego w Krakowie, w latach 1951–1952 z Teatrem Powszechnym w Łodzi. Od 1953 był aktorem teatrów warszawskich: Teatru Współczesnego i Teatru Narodowego, z którym był związany do końca życia. Był zasłużonym członkiem SPATiF–ZASP.
Znany głównie ze sztuk Aleksandra Fredry. Występował w radiowej powieści W Jezioranach.

### Życie prywatne
Był mężem charakteryzatorki – Kazimiery Narkiewicz.
Został pochowany na cmentarzu Powązkowskim (kwatera Aleja Zasłużonych-1-92).

## Filmografia (wybór)
- Ludzie Wisły (1938) – Dobziałkowski
- Sportowiec mimo woli (1939/1940)
- Za wami pójdą inni (1949) – antykwariusz
- Dwie brygady (1950) – aktor Jerzy Borowicz grający Franciszka Karhana
- Pierwsze dni (1951) – szynkarz Stanisław Wysmyk
- Trzy opowieści (1953) – Nowicki (nowela 3. Sprawa konia)
- Piątka z ulicy Barskiej (1953) – maszynista kolejki transportowej
- Trudna miłość (1954) – Nalepa, ojciec Hanki
- Pod gwiazdą frygijską (1956) – szewc Nepomucen Łąpiec
- Człowiek na torze (1956) – maszynista Władysław Orzechowski
- Tajemnice domu towarowego (1957) – Mazczenko (głos, polski dubbing)[3]
- Eroica (1957) – komendant Mokotowa (nowela Scherzo Alla Polacca)
- Pan Anatol szuka miliona (1958) – kasjer Rapaczyński
- Rok pierwszy (1960) – ojciec Otryny
- Zezowate szczęście (1960) – naczelnik więzienia
- Szczęściarz Antoni (1960) – Opaliński, sąsiad Antoniego
- Droga na Zachód (1961) – maszynista Walczak
- Zaduszki (1961) – Skotnicki
- Czarne skrzydła (1962) – Feliks Kostryń, dyrektor kopalni „Erazm”
- Gangsterzy i filantropi (1962) – emerytowany sędzia grający z „profesorem” w szachy (cz. 1. Profesor)
- Jadą goście jadą... (1962) – Konstanty Nawrocki
- Zbrodnia (1963) – służący Egidio (głos, polski dubbing)[4]
- Rękopis znaleziony w Saragossie (1964) – pustelnik / szejk
- Życie raz jeszcze (1964) – adwokat Grajewskiego
- Faraon (1965) – Beroes, prorok chaldejski
- Klub profesora Tutki (serial telewizyjny) (1966–1968) – doktor, rozmówca profesora
- Piekło i niebo (1966) – Ignacy Zasada, dziadek Piotrusia
- Szyfry (1966) – leśniczy Pieczara
- Człowiek, który zdemoralizował Hadleyburg (1967) – Edward Richards
- Wierny i lojalny sługa (1969) (głos, polski dubbing)[5]
- Nowy (1969) – kierownik działu
- Bolesław Śmiały (1971) – Bogumił, arcybiskup gnieźnieński
- Wesele (1972) – Ojciec
- Chłopcy (1973) – Józef Kalmita, pensjonariusz domu starców
- Czarne chmury (serial telewizyjny) (1973) – Sękosz, mieszczanin z Lecka (odc. 2 Krwawe swaty)
- Ziemia obiecana (1974) – ojciec Maksa
- Potop (1974) – poseł cesarski
- Noce i dnie (1975) – rejent Joachim Ostrzeński, stryj Barbary

## Ordery i odznaczenia
- Order Budowniczych Polski Ludowej (1974)[6]
- Krzyż Komandorski Orderu Odrodzenia Polski (1959)
- Krzyż Oficerski Orderu Odrodzenia Polski (19 lipca 1954)[7]
- Złoty Krzyż Zasługi (22 lipca 1952)[8]
- Medal 10-lecia Polski Ludowej (19 stycznia 1955)[9]
- Odznaka 1000-lecia Państwa Polskiego (1967)

## Nagrody
- Nagroda Ministra Kultury i Sztuki I stopnia za całokształt pracy aktorskiej w teatrze, filmie, radiu i telewizji (1969)
- Nagroda Komitetu do Spraw Radia i Telewizji (nagroda zespołowa) za rolę Lona w spektaklu Teatru TV Drewniany talerz Edmunda Morrisa (1968)
- Najlepszy aktor Teatru TV w plebiscycie czytelników „Radia i TV” (1969)
- „Złoty Ekran” – nagroda tygodnika „Ekran” (1967)
- Nagroda artystyczna m.st. Warszawy (1972)
- Nagroda na X Międzynarodowym Festiwalu Filmów TV w Pradze za najlepszą rolę męską w filmie Chłopcy w reż. Ryszarda Bera (1973)

## Upamiętnienie
Ulice imienia Kazimierza Opalińskiego znajdują się w przemyskiej dzielnicy Kazanów i katowickiej dzielnicy Ligota.